# Calle Brandsen (Formosa)
La calle Brandsen, es una arteria vial de la Ciudad de Formosa, con su carácteristico tránsito e importancia. Es la calle Nº 61, y lleva el nombre del militar Federico de Brandsen (1785 - 1827).

## Recorrido e Historia
La calle nace hace 133 años, en el año 1879, a diferencia de las mayoría de las calles creadas en el año de la Fundación de Formosa, ésta mantuvo siempre el mismo nombre. Sobre esta calle, en 1897 se instaló el Mirador de Cabral. El sector comercial, y las casas se comenzaron a construir en el lado Este de la ciudad. Durante los años la ciudad se fue poblando, y se extendió para el Oeste de la Ciudad. Todo eso constituye, el microcentro formoseño. La calle inicia su recorrido en la Calle San Martín, y finaliza sobre la Av. Los Paraísos, al 6.500. En el microcentro, se cruza con las siguientes calles:
- San Martín, donde nace
- Belgrano
- Rivadavia
- Moreno
- Deán Funes
- Padre Patiño
- Mitre
- Eva Perón
- Fontana
- Av. 9 de Julio
- Sarmiento
- Julio A. Roca
- Córdoba
- Fortín Yunká
- Libertad
- Jujuy
- Padre Grotti y la avenida Pantaleón Gómez.